# Циркуль

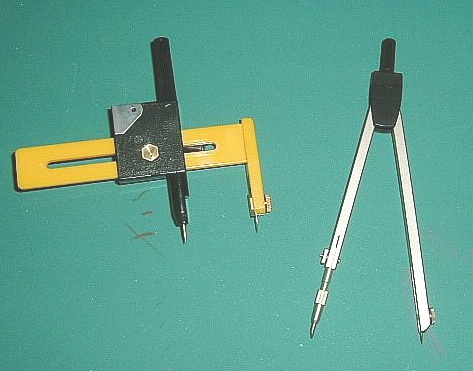
Циркулі

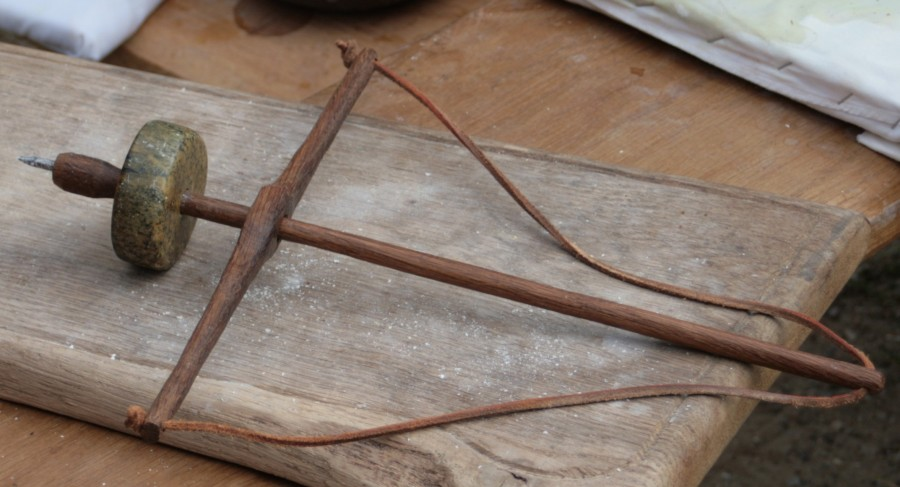
Друлівник (замість писачка у торець вставлений свердел)

Ци́ркуль (лат. circulus — «коло») — креслярський інструмент для креслення кіл або дуг. Також застосовується для точного вимірювання відстаней, зокрема на картах. Використовують у геометрії, кресленні, для навігації та у інших цілях.

## Конструкція
Зазвичай циркуль виготовляється з металу або пластику і складається з двох частин, сполучених шарніром, який дозволяє регулювати радіус кола, яке необхідно провести. Як правило, на кінці однієї з частин зазвичай міститься голка, на кінці іншої — предмет, що пише (наприклад, грифель чи олівець). У вимірювального циркуля можуть бути голки на обох ніжках.

## Історія
Історія циркуля налічує близько трьох тисячоліть. Міфи Стародавньої Греції приписують його винахід майстру Талосу, племіннику Дедала. З античності відомі задачі на побудову за допомогою циркуля та лінійки, згадані в «Началах» Євкліда. Багато циркулів знайдено в Помпеях, сталевий циркуль знайдений на розкопках у Новгороді.
Гуцульські мосяжники для викреслювання кругових ліній на металі використовували схожий на циркуль інструмент — друлівни́к (від нім. Dreule). Він складався з циліндричного стрижня (била), у торець якого вставлявся сталевий стрижень (писачок) з розгалуженим кінцем. При прорізуванні круга одне з вістер (сердешник) знаходилося в центрі, а друге (околичник) окреслювало коло. Вище писачка на било надівався диск-маховик (кочало), а ще вище — поперечний вороток (валок), на кінцях якого був закріплений шнурок (мотузок), що проходив через отвір у верхньому кінці била. Обертанням валка мотузок намотувався на било, а далі порухами валка догори-донизу било з писачком приводилося в обертання.

## Типи циркулів
- Штанговий циркуль[en] (англ. beam compass; не плутати з штангенциркулем)[3] — інструмент з дерев'яною або латунною основою-штангою і муфтою (курсором), використовується для креслення кіл більшого радіуса, ніж це можна зробити звичайним циркулем.
- Кронциркуль для внутрішніх вимірювань — використовується для вимірювання ширини отворів, пазів і заглиблень, які неможливо виміряти за допомогою лінійки;
- Кронциркуль для зовнішніх вимірювань — дозволяє робити виміри важкодоступних ділянок заготовок.
- Пропорційний циркуль — пристрій для зменшення або збільшення відрізка в певну кількість разів, а також поділу його на рівні частини.
- Штангенциркуль — призначений для вимірювань з високою точністю зовнішніх і внутрішніх розмірів предметів, а також глибин отворів.
- Землемірний циркуль (косинець, кроківка) — прилад для вимірювання земельних наділів, що складається з двох тонких тичок, з'єднаних кінцями вгорі та скріплених поперечкою[4][5][6].

## Галерея

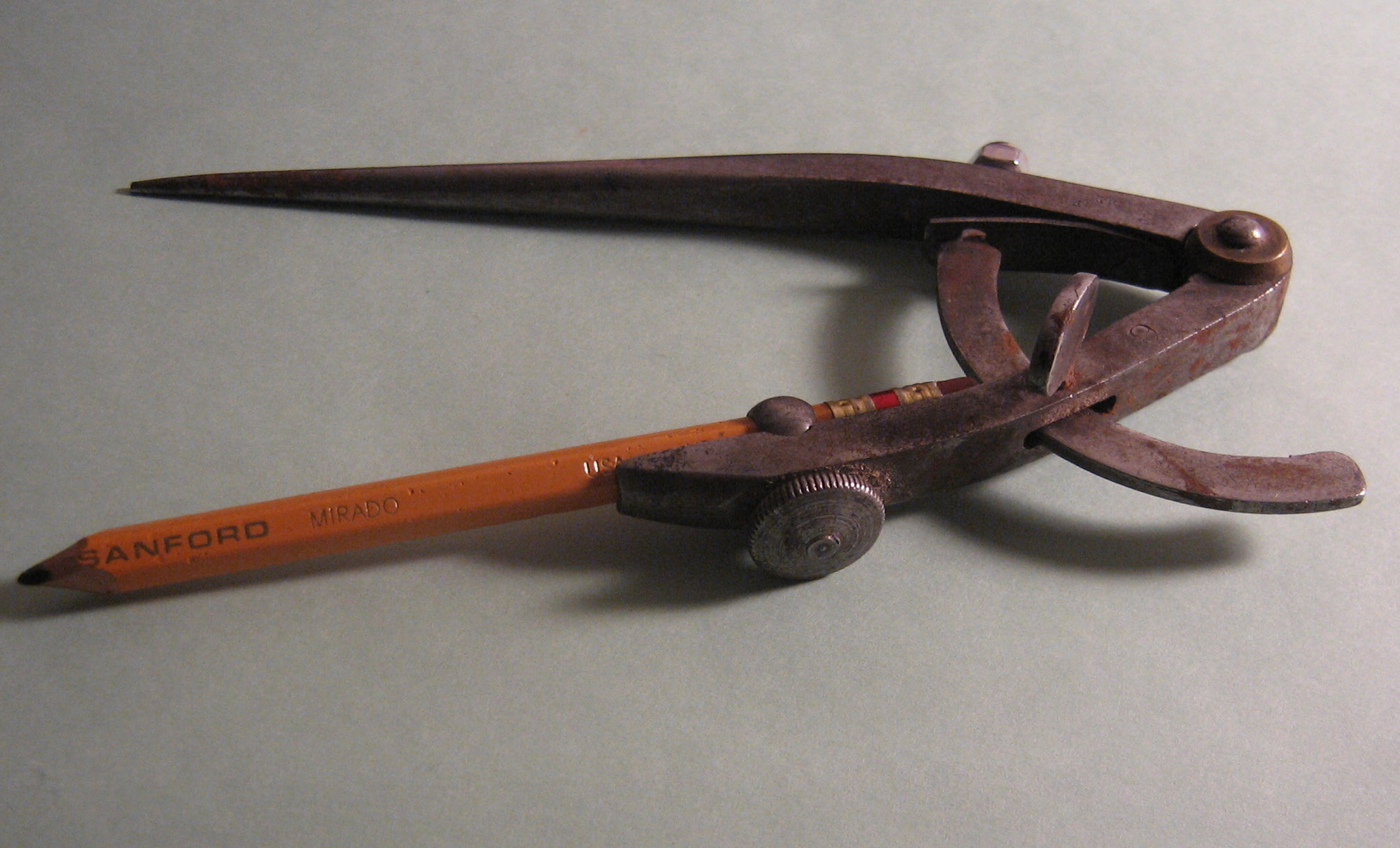
Циркуль, виготовлений з кованої сталі.
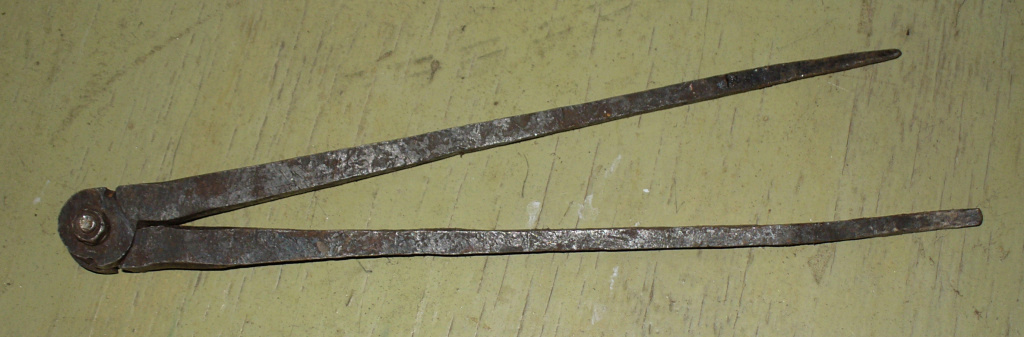
Металевий циркуль. Середина XX століття.
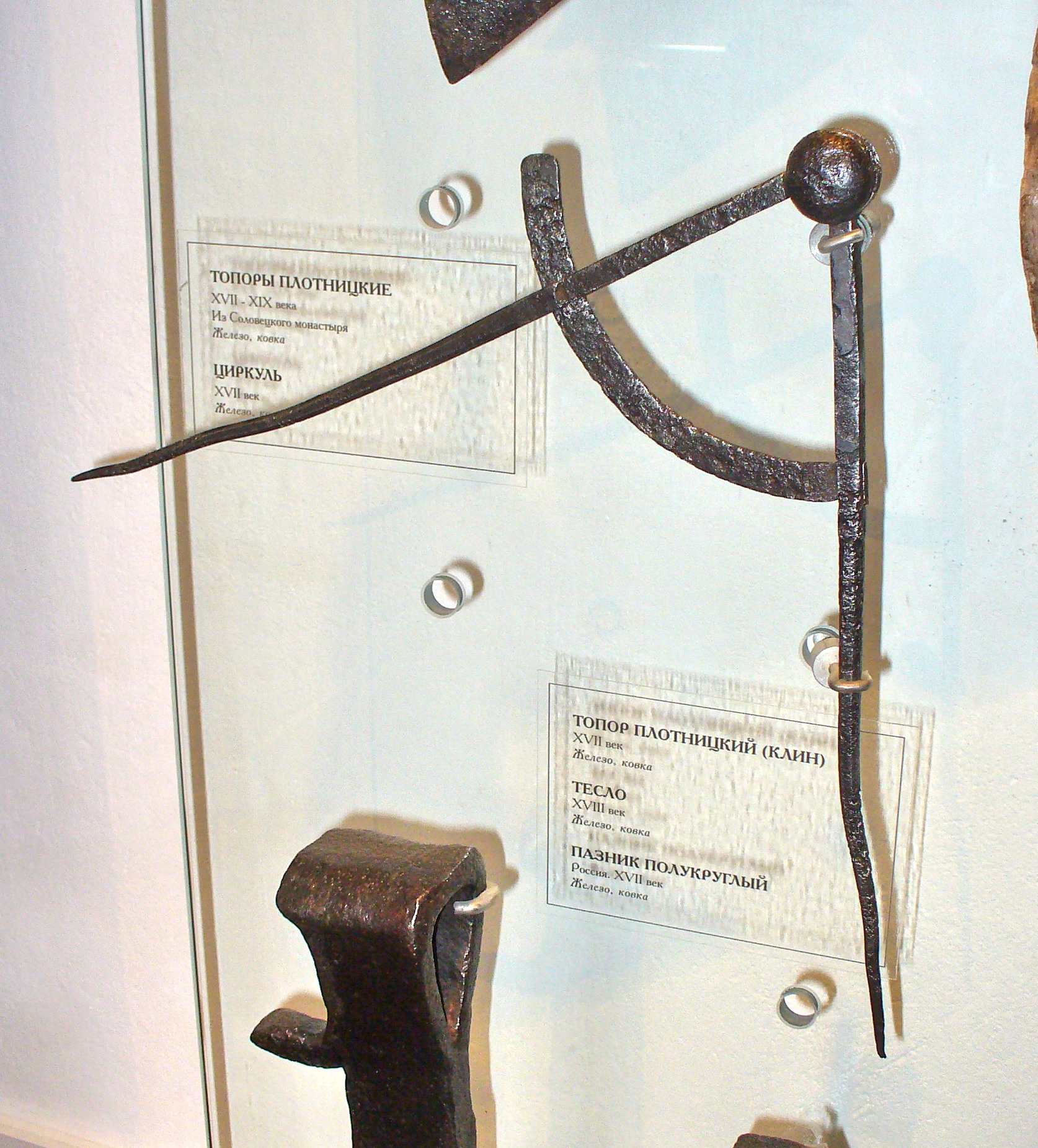
Циркуль. XVII століття.
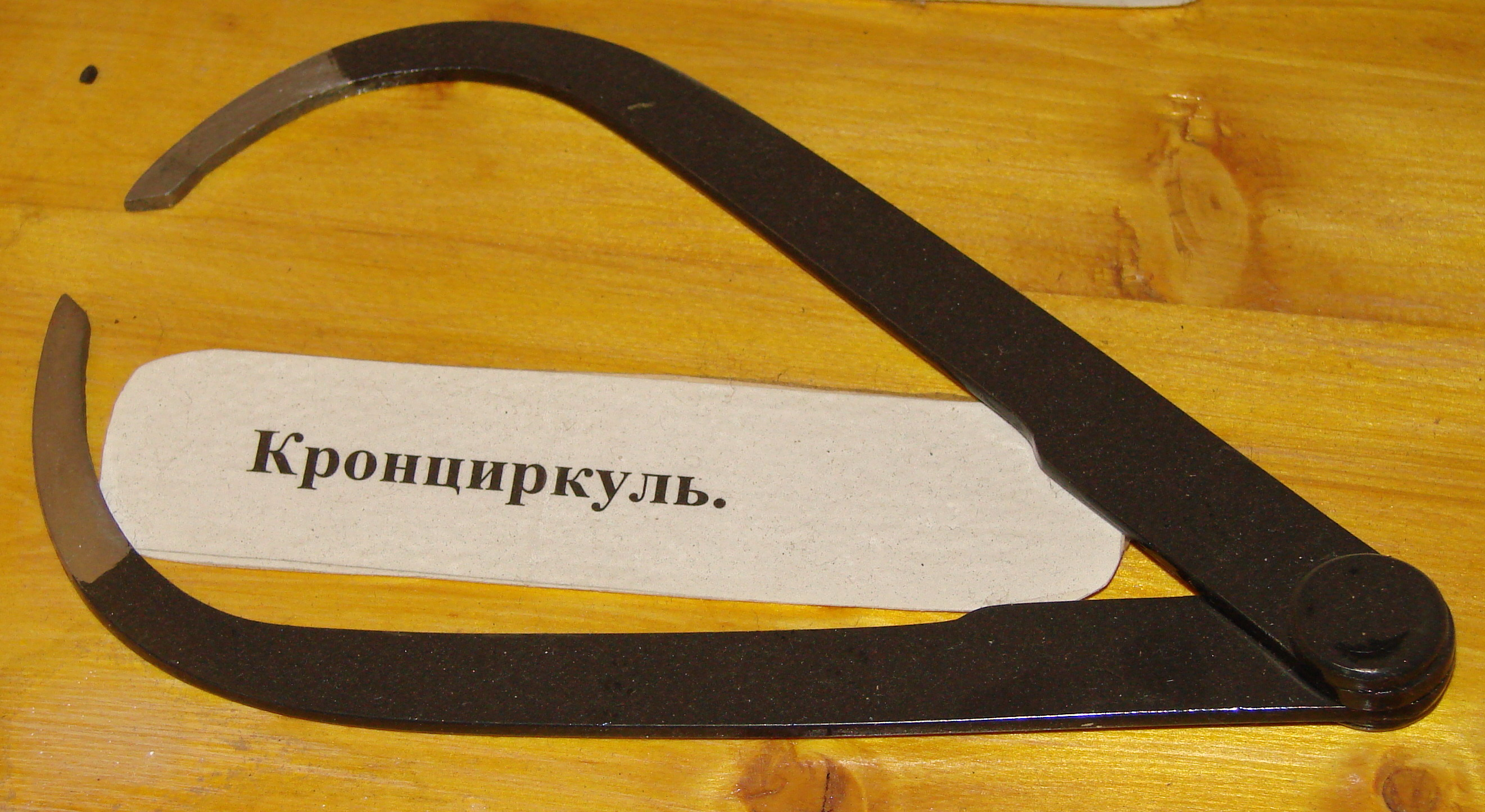
Кронциркуль
Зображення циркуля на гербі НДР
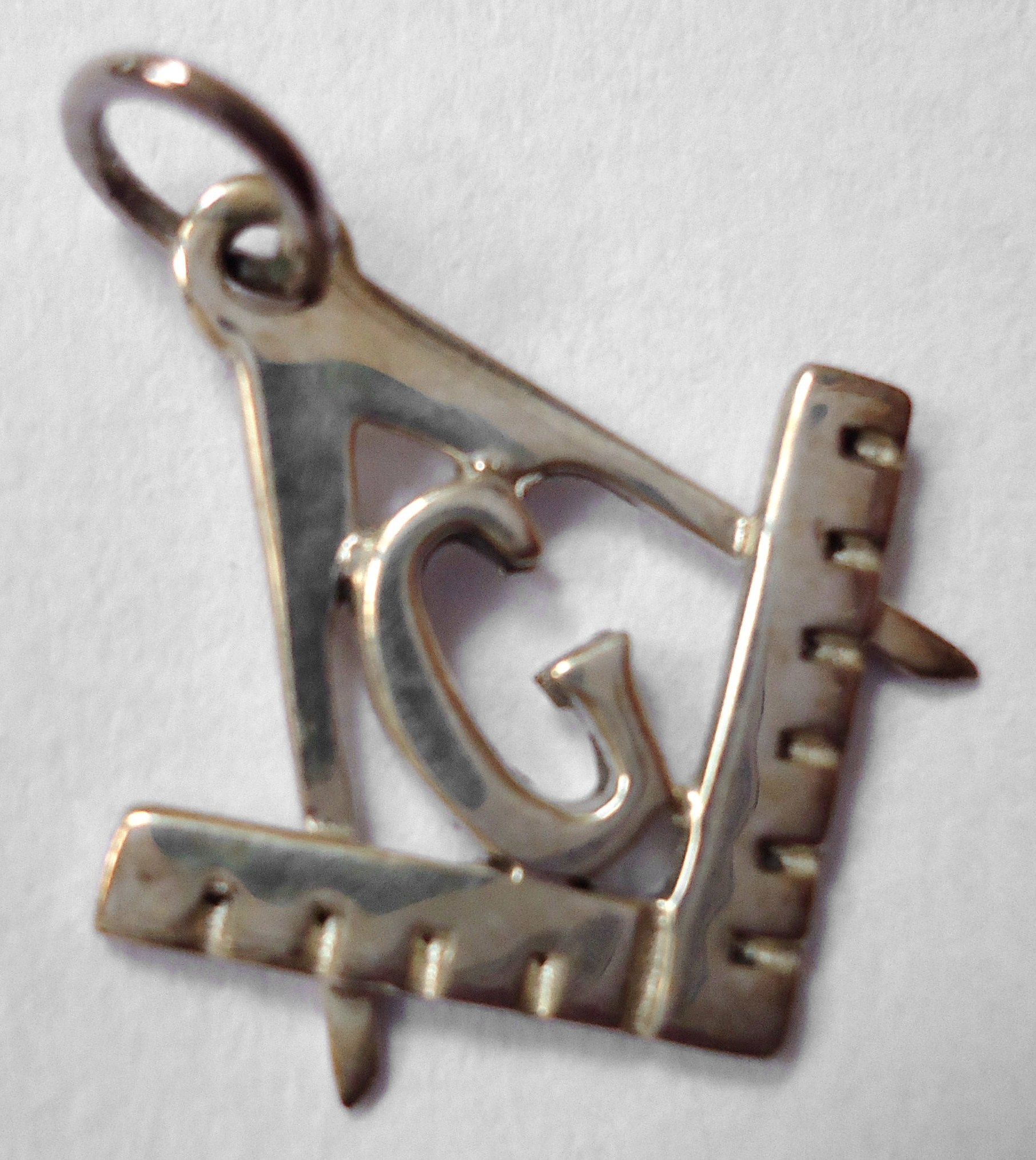
Кулон із зображенням масонського символу у вигляді циркуля